# 第72戦車連隊
第72戦車連隊（だいななじゅうにせんしゃれんたい、JGSDF 72nd Tank Regiment）は、陸上自衛隊北恵庭駐屯地（北海道恵庭市）に駐屯する第7師団隷下の機甲科（戦車）部隊である。

## 概要
連隊本部、本部管理中隊および4個戦車中隊の編成で、連隊長は1等陸佐（二）が充てられ、北恵庭駐屯地司令を兼任している。同駐屯地には第11戦車隊も駐屯している。
部隊マークは、”白馬”機甲のルーツである騎兵から白馬を意匠化したもの。なお中隊番号は砲身の白帯の本数で区別される。2002年（平成14年）ごろまでは、各中隊ごとにマークが定められていた。

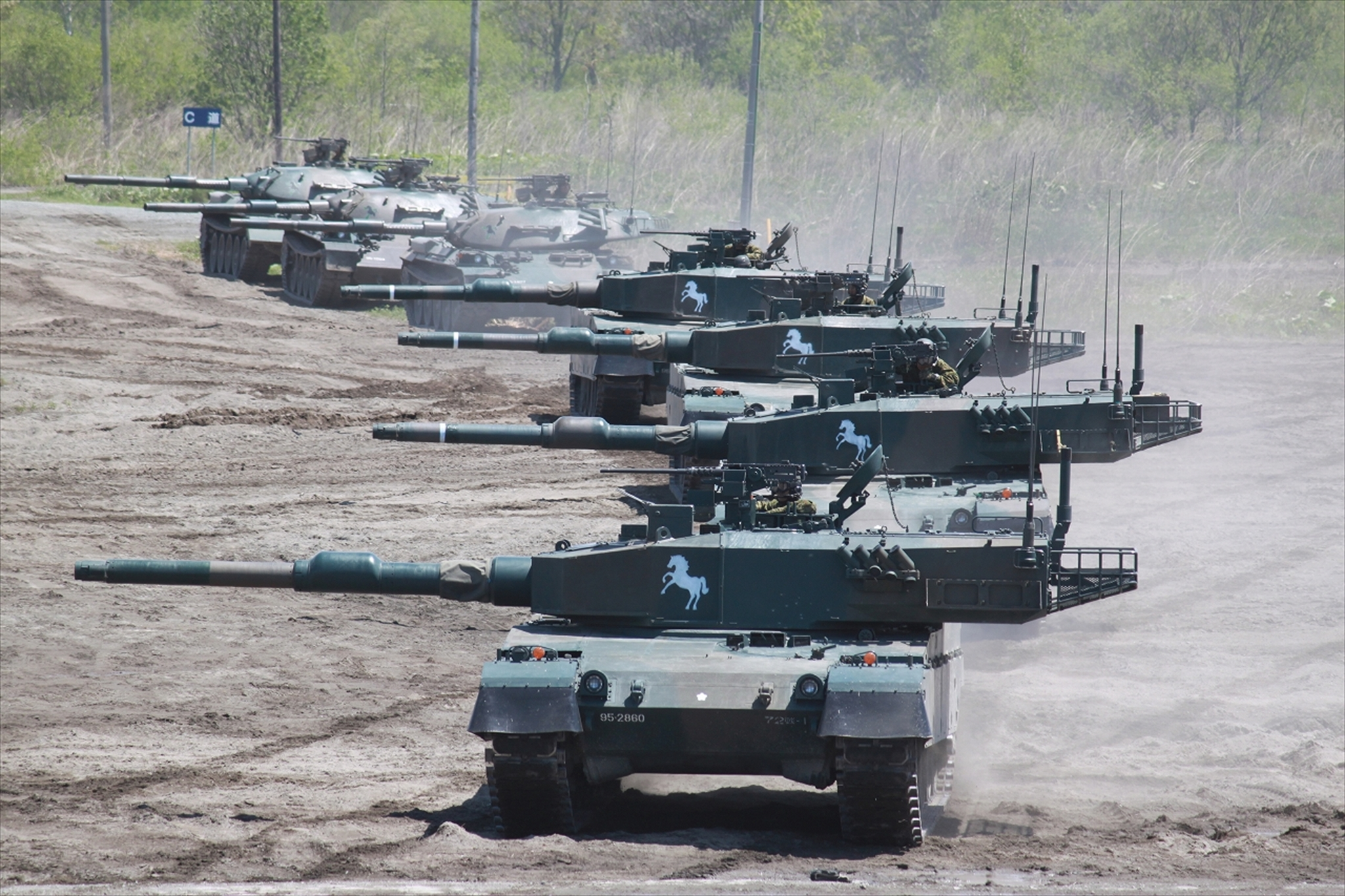
第7師団創隊57周年・東千歳駐屯地創立58周年記念行事における訓練展示にて（2012年5月27日）

## 沿革
- 1981年（昭和56年）3月25日：第7師団の機甲師団への改編に伴い、第72戦車連隊（4個戦車中隊基幹）を北恵庭駐屯地に新編。
- 1989年（平成元年）：87式偵察警戒車を装備開始[1]。
- 1990年（平成02年）3月26日：戦車北転事業による戦車増強により、第5戦車中隊を新編[2][3]。
- 1994年（平成06年）8月：90式戦車を装備開始[2][3]。
- 2000年（平成12年）3月28日：後方支援体制変換に伴い、整備部門を第7後方支援連隊第2整備大隊第2戦車直接支援中隊へ移管｡
- 2014年（平成26年）3月26日：第1戦車群廃止に伴い、北恵庭駐屯地司令職務担任部隊に指定[2]。警備隊区（恵庭市・北広島市）の追加担任。
- 2023年（令和05年）3月16日：第5戦車中隊が廃止[4]。

## 部隊編成
- 第72戦車連隊本部
- 本部管理中隊「72戦-本」
  - 中隊本部：90式戦車、73式装甲車
  - 連隊本部班
  - 通信小隊
  - 偵察小隊：87式偵察警戒車、軽装甲機動車等
  - 施設小隊：73式装甲車、91式戦車橋等
  - 補給小隊：3 1/2tトラック
  - 衛生小隊：1トン半救急車
- 第1戦車中隊「72戦-1」：90式戦車、73式装甲車
- 第2戦車中隊「72戦-2」：90式戦車、73式装甲車
- 第3戦車中隊「72戦-3」：90式戦車、73式装甲車
- 第4戦車中隊「72戦-4」：90式戦車、73式装甲車

## 整備支援部隊
- 第7後方支援連隊第2整備大隊第2戦車直接支援中隊「7後支-2整-2戦」（北恵庭駐屯地）：2000年（平成12年）3月28日から

## 主要幹部
| 官職名                             | 階級    | 氏名       | 補職発令日     | 前職                       |
| ---------------------------------- | ------- | ---------- | -------------- | -------------------------- |
| 第72戦車連隊長 兼 北恵庭駐屯地司令 | 1等陸佐 | 烏賊弘二郎 | 2023年12月22日 | 陸上自衛隊教育訓練研究本部 |

| 代 | 氏名       | 在職期間                        | 前職                                            | 後職                                            |
| -- | ---------- | ------------------------------- | ----------------------------------------------- | ----------------------------------------------- |
| 01 | 内田十允   | 1981年03月25日 - 1981年07月31日 | 第2戦車群長                                     | 陸上幕僚監部付                                  |
| 02 | 物部博和   | 1981年08月01日 - 1984年03月15日 | 陸上幕僚監部付                                  | 陸上自衛隊幹部学校研究員                        |
| 03 | 中村征人   | 1984年03月16日 - 1986年07月31日 | 陸上自衛隊富士学校研究員                        | 陸上自衛隊富士学校機甲科部 教育課長             |
| 04 | 中山辰彦   | 1986年08月01日 - 1988年03月31日 | 陸上幕僚監部調査部調査第1課 企画班長            | 中部方面総監部装備部長                          |
| 05 | 千輪俊明   | 1988年04月01日 - 1990年07月08日 | 陸上幕僚監部付                                  | 東部方面総監部防衛部長                          |
| 06 | 大越雅行   | 1990年07月09日 - 1992年08月02日 | 陸上自衛隊幹部学校学校教官                      | 北部方面総監部総務部長                          |
| 07 | 吉川洋利   | 1992年08月03日 - 1995年03月22日 | 陸上幕僚監部防衛部防衛課 編成班長               | 陸上幕僚監部教育訓練部訓練課長                  |
| 08 | 山嶋立美   | 1995年03月23日 - 1997年12月07日 | 第11師団司令部第3部長                           | 陸上自衛隊富士学校総合研究開発部 主任研究開発官 |
| 09 | 用田和仁   | 1997年12月08日 - 1999年03月28日 | 陸上幕僚監部調査部調査課 企画班長               | 陸上幕僚監部人事部人事計画課長                  |
| 10 | 梅谷義一   | 1999年03月29日 - 2001年03月26日 | 東北方面総監部調査部調査課長                    | 北部方面指揮所訓練支援隊長                      |
| 11 | 日笠玲治郎 | 2001年03月27日 - 2003年07月31日 | 陸上自衛隊幹部学校研究員                        | 第11師団司令部幕僚長                            |
| 12 | 溝越正信   | 2003年08月01日 - 2005年07月31日 | 陸上自衛隊富士学校主任教官                      | 自衛隊香川地方連絡部長                          |
| 13 | 武政賢一   | 2005年08月01日 - 2007年03月31日 | 陸上幕僚監部人事部募集課募集班長                | 自衛隊岡山地方協力本部長                        |
| 14 | 田浦正人   | 2007年04月01日 - 2008年07月31日 | 陸上幕僚監部防衛部防衛課 業務計画班長           | 陸上幕僚監部運用支援・情報部 運用支援課長       |
| 15 | 石田裕     | 2008年08月01日 - 2009年12月06日 | 陸上自衛隊幹部学校学校教官                      | 自衛隊京都地方協力本部長                        |
| 16 | 亀山慎二   | 2009年12月07日 - 2011年08月04日 | 陸上幕僚監部運用支援・情報部 情報課地域情報班長 | 陸上幕僚監部運用支援・情報部 情報課長           |
| 17 | 篠村和也   | 2011年08月05日 - 2012年12月03日 | 陸上幕僚監部運用支援・情報部 情報課総合情報班長 | 陸上自衛隊富士学校機甲科部 教育課長             |
| 18 | 今村武     | 2012年12月04日 - 2014年07月31日 | 陸上幕僚監部人事部人事計画課 制度班長           | 第10師団司令部幕僚長                            |
| 19 | 堀田秀成   | 2014年08月01日 - 2016年03月22日 | 中部方面総監部防衛部防衛課長                    | 陸上幕僚監部防衛部防衛課 防衛調整官             |
| 20 | 赤羽根禎英 | 2016年03月23日 - 2018年03月22日 | 北部方面総監部防衛部訓練課長                    | 陸上自衛隊富士学校機甲科部副部長                |
| 21 | 兵庫剛     | 2018年03月23日 - 2020年03月15日 | 陸上幕僚監部防衛部防衛協力課 計画班長           | 陸上総隊司令部日米共同部日米調整官              |
| 22 | 黒木崇     | 2020年03月16日 - 2021年10月13日 | 東部方面総監部防衛部防衛課長                    | 陸上幕僚監部人事教育部 人事教育計画課服務室長   |
| 23 | 梅田宗法   | 2021年10月14日 - 2023年12月21日 | 統合幕僚学校教育課 第1教官室学校教官            | 北部方面総監部法務官                            |
| 24 | 烏賊弘二郎 | 2023年12月22日 -                | 陸上自衛隊教育訓練研究本部                      |                                                 |

## 主要装備
- 90式戦車
- 73式装甲車
- 87式偵察警戒車
- 軽装甲機動車
- 1/2tトラック / 73式小型トラック
- 1 1/2tトラック / 73式中型トラック
- 3 1/2tトラック / 73式大型トラック
- 89式5.56mm小銃
- 9mm拳銃

## 警備隊区
恵庭市、北広島市、夕張市、栗山町、由仁町、南幌町、長沼町

## 廃止部隊
- 第5戦車中隊「72戦-5」：90式戦車：2023年（令和5年）3月15日廃止。